# Samsung Galaxy Book
Samsung Galaxy Book este o linie de laptopuri bazate pe Microsoft Windows, produse de Samsung Electronics din Coreea de Sud. Galaxy Book a apărut ca calculator tabletă cu tastatură detașabilă, însă în 2020 a evoluat și a devenit principala linie de laptopuri Samsung, înlocuind Samsung Notebook.
Galaxy Book este un sub-brand al Samsung Galaxy, dar spre deosebire de acestea rulează exclusiv pe software Windows. Există, de asemenea, o linie Galaxy Chromebook⁠(d) separată, care poartă marca Galaxy Chromebook mai degrabă decât Galaxy Book.

## Istoric
Linia Samsung Galaxy Book a luat naștere odată cu lansarea Galaxy TabPro S⁠(d) în 2016, o tabletă Intel Core M cu Windows și tastatură detașabilă, concepută ca un concurent pentru Surface Pro⁠(d) de la Microsoft. A fost primul dispozitiv de orice tip al companiei marca Galaxy care a rulat software-ul Windows în loc de Android, înlocuind tabletele Windows care se aflau în linia Samsung Ativ⁠(d). Un an mai târziu a fost lansat originalul Galaxy Book⁠(d), urmat un alt an mai târziu de Galaxy Book2 pe un cip Snapdragon 855 bazat pe ARM. În august 2019, a fost anunțat Galaxy Book S, într-un format standard de laptop și folosind din nou un procesor ARM Snapdragon. În comunicatul său de presă, Samsung a numit Book S prima lansare a noii linii Galaxy Computing.
În octombrie 2019, Samsung a anunțat laptopurile Galaxy Book Ion (clamshell) și Galaxy Book Flex (convertibil). Ambele sunt computere Intel x86 și au marcat înlocuirea notebook-ului Samsung 9. Acestea au fost primele laptopuri din lume cu ecrane QLED, iar Flex este livrat împreună cu un stylus S Pen⁠(d). Pe parcursul anilor 2020 și 2021, au fost lansate alte modele noi care au cimentat Samsung Galaxy Book ca un brand de înlocuire completă a liniei Samsung Notebook.
Înainte de CES 2020, Samsung a prezentat Galaxy Book Flex α (Alpha), o variantă mai ieftină a Flex. Atât Ion, cât și Flex au fost lansate mai târziu în 2020. În mai 2020, a fost prezentat un Galaxy Book S care rula pe procesor Intel Core „Lakefield” de putere redusă, care a fost numit „procesor hibrid”. La sfârșitul anului, succesorii Samsung Galaxy Book Ion2 și Flex2 au fost anunțați ca parte a liniei 2021. La evenimentul Samsung Unpacked 2021 a fost prezentat laptopul de gaming Galaxy Book Odyssey (succesorul Notebook Odyssey) cu un cip grafic Nvidia RTX 3050 Ti. Galaxy Book Go a avut un procesor Snapdragon 7c Gen2.
Samsung Galaxy Book, Book Pro și Book Pro 360, au fost prezentate în aprilie 2021. În timp ce Book este un model de bază de laptop clamshell, Pro este un model puțin mai bun, în timp ce Pro 360 este un convertibil, așa cum a fost Flex înainte. În 2021, un Galaxy Book Fold 17 pliabil a fost zvonit, deși nu a fost făcut oficial.
Seria Galaxy Book2 a fost anunțată în februarie 2022. Modelele includ Book2 Pro 360, Book2 Pro, Book2 360 și Book2.
Galaxy Book3 Ultra, Book3 Pro, Book3 360 și Book3 360, au fost prezentate pe 1 februarie 2023.
Seria Galaxy Book4 (Ultra, Book4 Pro, Book4 Pro 360 și Book4 360) a fost prezentată pe 26 februarie 2024. Mai târziu a fost prezentat modelul de bază Book4. Acesta a fost urmat de Book4 Edge pe 20 mai, care funcționează pe baza procesorului ARM Snapdragon X Elite.
| Istoria lansării notebook-urilor Galaxy Book 2020 - prezent | Istoria lansării notebook-urilor Galaxy Book 2020 - prezent | Istoria lansării notebook-urilor Galaxy Book 2020 - prezent | Istoria lansării notebook-urilor Galaxy Book 2020 - prezent | Istoria lansării notebook-urilor Galaxy Book 2020 - prezent | Istoria lansării notebook-urilor Galaxy Book 2020 - prezent | Istoria lansării notebook-urilor Galaxy Book 2020 - prezent |
| Dimensiunea afișării                                        | Tipul                                                       | 2020                                                        | 2021                                                        | 2022                                                        | 2023                                                        | 2024                                                        |
| ----------------------------------------------------------- | ----------------------------------------------------------- | ----------------------------------------------------------- | ----------------------------------------------------------- | ----------------------------------------------------------- | ----------------------------------------------------------- | ----------------------------------------------------------- |
| 16.0"                                                       | Clamshell                                                   |                                                             |                                                             |                                                             | Book3 Ultra                                                 | Book4 Ultra                                                 |
| 16.0"                                                       | Clamshell                                                   | Book3 Pro                                                   | Book4 Pro                                                   |                                                             |                                                             |                                                             |
| 16.0"                                                       | Clamshell                                                   | Book 4 Edge                                                 |                                                             |                                                             |                                                             |                                                             |
| 16.0"                                                       | 2 în 1                                                      | Book3 Pro 360                                               | Book4 Pro 360                                               |                                                             |                                                             |                                                             |
| 15.6"                                                       | Clamshell                                                   | Ioni                                                        | Ion2                                                        | Book 2                                                      |                                                             | Book 4                                                      |
| 15.6"                                                       | Clamshell                                                   |                                                             | Pro                                                         | Book2 Pro                                                   | Înlocuit cu 16"                                             | Înlocuit cu 16"                                             |
| 15.6"                                                       | Clamshell                                                   |                                                             | Book                                                        | Înlocuit cu Book2                                           |                                                             |                                                             |
| 15.6"                                                       | Clamshell                                                   | Odiseea                                                     |                                                             |                                                             |                                                             |                                                             |
| 15.6"                                                       | 2 în 1                                                      | Flex                                                        | Flex2                                                       | Book2 Pro 360                                               | Book 3 360                                                  | Book 4 360                                                  |
| 15.6"                                                       | 2 în 1                                                      | Pro 360                                                     |                                                             |                                                             |                                                             |                                                             |
| 14"                                                         | Clamshell                                                   |                                                             | Go                                                          | Book 2 Business                                             | Book3 Pro                                                   | Book4 Pro                                                   |
| 14"                                                         | Clamshell                                                   |                                                             |                                                             | Book 4 Edge                                                 |                                                             |                                                             |
| 13.3"                                                       | Clamshell                                                   | Book S (Qualcomm)                                           | Ion2                                                        | Book 2                                                      |                                                             |                                                             |
| 13.3"                                                       | Clamshell                                                   | Boo S (Intel)                                               | Pro                                                         | Book2 Pro                                                   |                                                             |                                                             |
| 13.3"                                                       | Clamshell                                                   | Ion                                                         |                                                             |                                                             |                                                             |                                                             |
| 13.3"                                                       | 2 în 1                                                      | Flex                                                        | Flex2                                                       | Book2 Pro 360                                               | Book 3 360                                                  |                                                             |
| 13.3"                                                       | 2 în 1                                                      | Flex α (a)                                                  | Flex2 α (a)                                                 | Book 2 360                                                  |                                                             |                                                             |
| 13.3"                                                       | 2 în 1                                                      | Pro 360                                                     |                                                             |                                                             |                                                             |                                                             |

## Comparația specificațiilor modelului
| Tablete convertibile | Tablete convertibile | Tablete convertibile                                                                            | Tablete convertibile                   | Tablete convertibile                           | Tablete convertibile |
| Modelul              | Anunțat              | Dimensiuni și greutate                                                                          | CPU                                    | Display                                        | Pen                  |
| -------------------- | -------------------- | ----------------------------------------------------------------------------------------------- | -------------------------------------- | ---------------------------------------------- | -------------------- |
| Galaxy TabPro S⁠(d)   | 1/2016               | 290.3 mm × 198.8 mm × 6.3 mm, 693 g                                                             | Intel Core m3-6Y30                     | 12 " sAMOLED 2160x1440                         | TabPro Pen           |
| Galaxy Book          | 2/2017               | 261.20 mm × 179.10 mm × 8.90 mm, 640 g (10, 6") 291.3 mm × 199.8 mm × 7.4 mm, 1, 12 kg (12, 0") | Intel Core i5 Kaby Lake, Intel Core m3 | 10.6" 1920, 1280 TFT FHD, 12" 2160x1440 AMOLED | S Pen                |
| Galaxy Book2         | 10/2018              | 287.5 mm × 200.4 mm × 7.6 mm, 1,75 lb                                                           | Snapdragon 850                         | 12 " sAMOLED 1440x2160                         | S Pen                |

| Laptopuri cu clamshell   | Laptopuri cu clamshell  | Laptopuri cu clamshell                                                                        | Laptopuri cu clamshell                                               | Laptopuri cu clamshell                          | Laptopuri cu clamshell                  | Laptopuri cu clamshell | Laptopuri cu clamshell |
| Model                    | Anunțat                 | Dimensiuni și greutate                                                                        | CPU                                                                  | GPU                                             | Display                                 | RAM                    | Stocare                |
| ------------------------ | ----------------------- | --------------------------------------------------------------------------------------------- | -------------------------------------------------------------------- | ----------------------------------------------- | --------------------------------------- | ---------------------- | ---------------------- |
| Galaxy Book S (Qualcomm) | 8/2019                  | 305,2 mm × 203,2 mm × 11,8 mm, 0,96 kg                                                        | Snapdragon 8cx                                                       | Qualcomm Adreno⁠(d) 680                          | 13.3"                                   | 8 GB                   | 256 GB                 |
| Galaxy Book Ion          | 10/2019                 | 305,7 mm × 199,8 mm × 12,9 mm, 0,97 kg (ion 13) 356,1 mm × 228 mm × 14,9 mm, 1,26 kg (ion 15) | Intel Core (a 10-a generație)                                        | Intel UHD Graphics 630, Nvidia GeForce MX250    | 15,6"/13,3" IPS 1920×1080               | 16 GB                  | 1 TB                   |
| Galaxy Book S (Intel)    | 5/2020                  | 305,2 mm × 203,2 mm × 11,8 mm, 0,95 kg                                                        | Intel Core Lakefield⁠(d)                                              | Grafica Intel UHD                               | 13.3"                                   | 8 GB                   | 256 GB                 |
| Galaxy Book Ion2         | 12/2020                 | 305,7 mm × 199,8 mm × 12,9 mm, 1,16 kg (13) 356,1 mm × 228,0 mm × 14,9 mm, 1,57 kg (15")      | Intel Core i5, i7 (11a generație)                                    | Intel Iris Xe⁠(d), Nvidia MX450 (extern)         | 15.6"/13.3"                             | până la 32 GB          | până la 1 TB/2 TB      |
| Galaxy Book Pro⁠(d)       | 4/2021                  | 304,4 mm × 199,8 mm × 11,2 mm, 870 g (13") 355,4 mm × 225,8 mm × 13,3 mm, 1,15 kg (15")       | Intel Core i3, i5, i7 (11a generație)                                | Intel UHD Graphics, Intel Iris Xe, Nvidia MX450 | 15,6"/13,3" SAMOLED 1920×1080           | 8 GB                   | 512 GB                 |
| Galaxy Book              | 4/2021                  | 356,6 mm × 229,2 mm × 15,4 mm, 1,61 kg                                                        | Intel Core i3 (11a generație)                                        | Nvidia MX450                                    | 15,6" PLS 1920×1080                     | 8 GB                   | 256 GB/512 GB          |
| Galaxy Book Odyssey      | 4/2021                  | 356,6 mm × 229,1 mm × 17,7 mm, 1,85 kg                                                        | Intel Core i5, i7 (11a generație)                                    | Nvidia GeForce RTX 30 serie                     | 15.6"                                   | până la 32 GB          | până la 2 TB           |
| Galaxy Book Go           | 6/2021                  | 323,9 mm × 224,8 mm × 14,9 mm, 1,38 kg                                                        | Snapdragon 7c Gen2, Snapdragon 8cx Gen 2 (versiunea 5G)              | Qualcomm Adreno⁠(d)                              | 14" TFT 1920 x 1080                     | 4 GB/8 GB              | 64 GB/128 GB           |
| Galaxy Book2 Go 5G       | 7/2023 (Marea Britanie) | 323,9 mm x 224,8 mm x 15,5 mm, 1,44 kg                                                        | Snapdragon 7c+ Gen3                                                  | Qualcomm Adreno⁠(d)                              | 14" TFT 1920 x 1080                     | 4GB / 8GB              | 128 GB / 256 GB eUFS   |
| Galaxy Book2 Pro         | 2/2022                  | 304,4 mm × 199,8 mm × 11,2 mm, 870 g (13") 355,4 mm × 225,8 mm × 11,7 mm, 1,17 kg (15")       | Intel Core i5, i7 (12a generație)                                    | Intel Iris Xe, Intel Arc                        | 15.6"/13.3"                             | 16 GB                  | 1 TB                   |
| Galaxy Book2             | 2/2022                  | 358,2 mm × 236,9 mm × 18,5 mm, 1,86 kg                                                        | Intel Core i5 (12 generație), Intel Pentium 8505, Intel Celeron 7305 | Intel Iris Xe, Intel UHD Graphics               | 15.6"                                   | 8 GB                   | 256 GB                 |
| Galaxy Book3 Ultra       | 2/2023                  | 355,4 mm × 250,4 mm × 16,5 mm, 1,79 kg (16")                                                  | Intel Core i7, i9 (a 13-a generație)                                 | Intel Iris XE, GeForce RTX 4050/4070 Mobile     | 16" WQXGA (2880x1800) Dynamic AMOLED 2X | până la 32 GB          | până la 2 TB           |
| Galaxy Book3 Pro         | 2/2023                  | 312,3 mm × 223,8 mm × 11,3 mm, 1,17 kg (14") 355,4 mm × 250,4 mm × 12,5 mm, 1,56 kg (16")     | Intel Core i5, i7 (13 generație)                                     | Intel Iris Xe                                   | 14"/16" 2880 x 1800 Dynamic OLED 2X     | 8 GB/16 GB             | 256 GB/512 GB          |
| Galaxy Book4 Ultra       | 12/2023                 | 355,4 mm × 250,4 mm × 16,5 mm, 1,86 kg                                                        | Intel Core Ultra 9 / Ultra 7                                         | NVIDIA GeForce RTX 4070/4050                    | 16" 2880x1800 Touch AMOLED              | 16/32/64 GB            | 512 GB/1 TB/2 TB       |
| Galaxy Book4 Pro         | 12/2023                 | 312,3 mm × 223,8 mm × 11,6 mm, 1,23 kg (14") 355,4 mm × 250,4 mm × 12,5 mm, 1,56 kg (16")     | Intel Core Ultra 7 / Ultra 5                                         | Intel Arc                                       | 14"/16" 2880x1800 Touch AMOLED          | 16 GB/32 GB            | 512 GB/1 TB/2 TB       |
| Galaxy Book4             | 2/2024                  |                                                                                               | Intel Core 7                                                         | Grafică Intel                                   | 15.6"                                   | 16 GB                  | 512 GB                 |
| Galaxy Book4 Edge        | 5/2024                  | 312,3 mm × 223,8 mm × 10,9 mm, 1,16 kg (14") 355,4 mm × 250,4 mm × 12,3 mm (16")              | Snapdragon X Elite X1E-80-100 / X1E-84-00                            | Qualcomm Adreno                                 | 14"/16" 2880×1800 AMOLED 3K             | 16 GB                  | 512 GB/1 TB            |

| Laptopuri cu 2 în 1 (toate funcționează cu digitizoare Wacom⁠(d) și suportă S Pen⁠(d)) | Laptopuri cu 2 în 1 (toate funcționează cu digitizoare Wacom⁠(d) și suportă S Pen⁠(d)) | Laptopuri cu 2 în 1 (toate funcționează cu digitizoare Wacom⁠(d) și suportă S Pen⁠(d))            | Laptopuri cu 2 în 1 (toate funcționează cu digitizoare Wacom⁠(d) și suportă S Pen⁠(d)) | Laptopuri cu 2 în 1 (toate funcționează cu digitizoare Wacom⁠(d) și suportă S Pen⁠(d)) | Laptopuri cu 2 în 1 (toate funcționează cu digitizoare Wacom⁠(d) și suportă S Pen⁠(d)) | Laptopuri cu 2 în 1 (toate funcționează cu digitizoare Wacom⁠(d) și suportă S Pen⁠(d)) | Laptopuri cu 2 în 1 (toate funcționează cu digitizoare Wacom⁠(d) și suportă S Pen⁠(d)) |
| Model                                                                                | Anunțat                                                                              | Dimensiuni și greutate                                                                          | CPU                                                                                  | GPU                                                                                  | Display                                                                              | RAM                                                                                  | Stocare                                                                              |
| ------------------------------------------------------------------------------------ | ------------------------------------------------------------------------------------ | ----------------------------------------------------------------------------------------------- | ------------------------------------------------------------------------------------ | ------------------------------------------------------------------------------------ | ------------------------------------------------------------------------------------ | ------------------------------------------------------------------------------------ | ------------------------------------------------------------------------------------ |
| Galaxy Book Flex                                                                     | 10/2019                                                                              | 302,6 mm × 202,9 mm × 12,9 mm, 1,15 kg (Flex 13) 355 mm × 227,2 mm × 14,9 mm, 1,57 kg (Flex 15) | Intel Core Ice Lake                                                                  | Nvidia GeForce MX250                                                                 | 15,6"/13,3" QLED 1920×1080                                                           | 16 GB                                                                                | 1 TB                                                                                 |
| Galaxy Book Flex α (Alfa)                                                            | 1/2020                                                                               | 304,9 mm × 202 mm × 13,9 mm, 1,19 kg                                                            | Intel Core Ice Lake                                                                  | Grafică Intel UHD                                                                    | 13,3 "QLED                                                                           | 8 GB/12 GB                                                                           | 256 GB/512 GB/1 TB                                                                   |
| Galaxy Book Flex2                                                                    | 12/2020                                                                              | 302,6 mm × 202,9 mm × 12,9 mm, 1,16 kg (13") 355,0 mm × 227,2 mm × 14,9 mm, 1,57 kg (15")       | Intel Core i5, i7 (11a generație)                                                    | Intel Iris Xe⁠(d), Nvidia GeForce⁠(d) MX450 (GDDR5 2 GB)                               | 15,6"/13,3" QLED 1920×1080                                                           | până la 16 GB                                                                        | până la 1 TB                                                                         |
| Galaxy Book Flex2 α (Alfa)                                                           | 4/2021                                                                               | 304,8 mm × 201,93 mm × 13,97 mm, 1,19 kg (13,3")                                                | Intel Core i5, i7 (11a generație)                                                    | Intel Iris Xe                                                                        | 15,6"/13,3" QLED                                                                     | 8 GB/16 GB                                                                           | 256 GB/512 GB                                                                        |
| Galaxy Book Pro 360                                                                  | 4/2021                                                                               | 302,5 mm × 202,0 mm × 11,5 mm, 1,04-1,1 kg (13") 354,85 mm × 227,97 mm × 11,9 mm, 1,39 kg (15") | Intel Core i3, i5, i7 (11a generație)                                                | Intel Iris Xe, Intel UHD Graphics                                                    | 15,6"/13,3" SAMOLED 1920×1080                                                        | 8 GB                                                                                 | 512 GB                                                                               |
| Galaxy Book2 Pro 360                                                                 | 2/2022                                                                               | 302,5 mm × 202 mm × 11,5 mm, 1,05 kg (13") 354,85 mm × 227,97 mm × 11,9 mm, 1,41 kg (15")       | Intel Core i5, i7 (12a generație)                                                    | Intel Iris Xe                                                                        | 15,6"/13,3" SAMOLED 1920×1080                                                        | 8 GB/16 GB/32 GB                                                                     | 256 GB/512 GB/1 TB                                                                   |
| Galaxy Book2 360                                                                     | 2/2022                                                                               | 304,4 mm × 199,8 mm × 11,2 mm (13") 355,4 mm × 225,8 mm × 11,7 mm (15")                         | Intel Core i5, i7 (12a generație)                                                    | Intel Iris Xe                                                                        | 15.6"/13.3"                                                                          | 16 GB                                                                                | până la 1 TB                                                                         |
| Galaxy Book3 Pro 360                                                                 | 2/2023                                                                               | 355,4 mm × 252,2 mm × 12,8 mm, 1,66 kg                                                          | Intel Core (a 13-a generație)                                                        | Intel Iris Xe                                                                        | 16" WQXGA (2880x1800) Dynamic AMOLED 2X                                              | 8 GB/16 GB/32 GB                                                                     | 256 GB/512 GB/1 TB                                                                   |
| Galaxy Book3 360                                                                     | 2/2023                                                                               | 304,2 mm × 201,9 mm × 12,9 mm, 1,16 kg                                                          | Intel Core (a 13-a generație)                                                        | Intel Iris Xe                                                                        | 13,3"/15,6" SAMOLED                                                                  | 8 GB/16 GB                                                                           | 256 GB/512 GB/1 TB                                                                   |
| Galaxy Book4 Pro 360                                                                 | 12/2023                                                                              | 16" 2880x1800 Touch AMOLED, 1,66 kg                                                             | Intel Core Ultra 7 / Ultra 5                                                         | Intel Arc                                                                            | 16" WQXGA+ (2880×1800) Touch AMOLED                                                  | 16 GB/32 GB                                                                          | 512 GB/1 TB                                                                          |
| Galaxy Book4 360                                                                     | 2/2024                                                                               | 15,6" AMOLED                                                                                    | Intel Core 7 / Core 5                                                                | Informații                                                                           | 15,6" AMOLED                                                                         | 16 GB                                                                                | 512 GB/1 TB                                                                          |